# Sugar Grove (Wirginia)
Sugar Grove – jednostka osadnicza w Stanach Zjednoczonych, w stanie Wirginia, w hrabstwie Smyth.